# Cecil Jacobson
Cecil Byran Jacobson (Salt Lake City, Utah, 2 oktober 1936) is een  Amerikaanse voormalig arts / gynaecoloog die zijn eigen sperma gebruikte om vrouwen te bevruchten, zonder hen dit te vertellen.

## Biografie
Tijdens zijn studie, begin jaren 60, was hij de beste van de klas en werd hij beschouwd als wonderkind. In hetzelfde decennium was hij de uitvinder van de vruchtwaterpunctie. 
Hierna zette hij een kliniek op gespecialiseerd in het helpen van paren die problemen hadden met het krijgen van kinderen. Dr. Jacobson werd door de patiënten omschreven als een zorgzame en aardige man, die geruststellend overkwam.
Hij vertelde de patiënten dat hij geen ingevroren sperma, maar liever vers sperma gebruikte, verser kon het inderdaad niet want een aantal vrouwen (circa 75) insemineerde hij met zijn eigen sperma. Dat hij ongeveer 5 minuten voor de kunstmatige inseminatie zelf had 'geproduceerd'. Tegen de patiënten zei hij dat het om anonieme donoren ging. Als de ouders in spe wensen hadden, bijvoorbeeld dat het kind op de ouders moest lijken, zei Jacobson: dat komt in orde. Zo wilden de ouders bijvoorbeeld graag een kind met een getinte huid die sportief was, maar ze kregen een bleek, mollig kind met slechte ogen. Hij misleidde ook mensen door te zeggen dat vrouwen zwanger waren terwijl ze dat niet waren, dit om geld te verdienen met dure injecties. Later verklaarde hij dat ze een miskraam hadden gekregen. Dit gebeurde steeds in de vijftiende week van de zwangerschap. Het fenomeen noemde hij "resorptie": het menselijk lichaam zou de foetus vanzelf weer afbreken.
In 1988 stapte een vrouw, die al tweemaal schijnzwanger was geweest, naar een andere gynaecoloog uit de buurt om te vermijden dat ze deze keer ook een miskraam zou krijgen. De betreffende arts vertelde haar echter dat ze niet zwanger was en ook in het recente verleden niet was geweest. Toen ook nog een tweede vrouw met hetzelfde verhaal bij diezelfde dokter afkwam, raadde de arts de vrouwen aan om een advocaat in de arm te nemen. 
Het nieuws werd ook bekend bij televisiezender NBC, waar een vrouwelijke reporter zich in Jacobsons praktijken vastbeet. Vermoed werd dat de vrouwen geloofden dat ze zwanger waren dankzij inspuitingen van het hormoon HCG. Dat hormoon wordt automatisch door het lichaam aangemaakt tijdens zwangerschappen. De vrouwen dienden drie keer per week ingespoten te worden met dit hormoon, volgens Jacobson. NBC vertrouwde het zaakje niet. De chef van de vrouwelijke reporter offerde zich op om HCG te laten inspuiten. En de vermoedens bleken juist. Volgens een zwangerschapstest was de man twee maanden zwanger. 
In totaal zou Jacobson 53 vrouwen bedrogen hebben met schijnzwangerschappen. Hiervoor werd hij uit zijn beroep gezet. Er kwam een proces in 1989. Jacobson werd echter nog sterk gesteund door vrouwen die dankzij zijn zwangerschapsbehandelingen wel een kind ter wereld brachten. In 1989 kwam echter uit dat Jacobson alleen zijn eigen sperma had gebruikt bij de kunstmatige inseminatie. Zodoende heeft de arts een 75-tal kinderen rondlopen in de buurt van zijn praktijk in Vienna, Utah. 
Omdat de kinderen veel met elkaar én met dr. Jacobson gemeen hadden, kwam dus langzamerhand aan het licht dat hij zelf de zaaddonor was. In 1991 werd hij veroordeeld tot 5 jaar gevangenisstraf en werd hij uit zijn beroep als arts gezet. Feit blijft dat hij fraude heeft gepleegd, gelogen heeft tegen patiënten en zijn positie heeft misbruikt. Dit geeft geen voldoening voor de gedupeerde gezinnen, ze voelen zich 'voor het leven bedrogen'. De bewuste kinderen kunnen geen intieme relaties met elkaar aangaan. Bij elke verliefdheid dienen de ouders aan een rechter na te vragen of het bewuste liefje misschien een halfbroer of -zus kan zijn.
De 5 jaar celstraf heeft hij niet geheel uitgezeten en in 1994 kreeg hij een nieuwe baan als landbouwkundige.

## Motief
Geld was waarschijnlijk niet zijn drijfveer, hij verklaarde dat, als hij zijn eigen zaad gebruikte, de kinderen tenminste slim zouden zijn. Hij was er waarschijnlijk van overtuigd dat zijn manier van handelen de juiste was. Zijn vrouw is ook altijd achter hem blijven staan.

## Bijnamen
- Zijn bijnamen zijn: 'the sperminator' en 'the babymaker'.

## Film
Over deze toch wel bijzondere persoon is een film gemaakt: The Babymaker: The Dr. Cecil Jacobson Story uit 1994 met Melissa Gilbert in de hoofdrol.
In de Nederlandse serie A'dam - E.V.A. komt een soortgelijk verhaal voor, met een gynaecoloog in Amsterdam.